# Kolbjörn Knudsen
Kolbjörn Knudsen, född 13 oktober 1897 i Bergen, Norge, död 8 januari 1967 i Göteborg, var en norskfödd svensk skådespelare.

## Biografi
Kolbjörn Knudsen var elev vid Lorensbergsteatern i Göteborg 1919–1922, han scendebuterade 1923 och var engagerad vid Lorensbergsteatern till 1927. Han flyttade över till Konserthusteatern innan han kom till Stockholm och Dramaten 1927. Han återvände till Göteborg och Lorensbergsteatern 1932 och var verksam där fram till 1934 då han engagerades vid Göteborgs stadsteater.
Tillsammans med Albert Sandklef tog han 1947 initiativ till Fästningsspelen i Varberg, då Shakespeares Hamlet gavs i Knudsens regi med Bertil Anderberg i titelrollen.
Kolbjörn Knudsen är begravd på Kvibergs kyrkogård i Göteborg.  Han var far till konstnären Leif Knudsen (1928–1975).

## Filmografi (urval)
- 1928 – Synd
- 1930 – Charlotte Löwensköld
- 1937 – Konflikt
- 1942 – General von Döbeln
- 1943 – Flickorna i Småland
- 1943 – Livet på landet
- 1944 – Prins Gustaf
- 1944 – Flickan och Djävulen
- 1944 – Vi behöver varann
- 1945 – Svarta rosor
- 1945 – Hamnstad
- 1946 – Ödemarksprästen
- 1947 – Maj på Malö
- 1947 – Rallare
- 1948 – Lappblod
- 1949 – Kärleken segrar
- 1953 – Vägen till Klockrike
- 1953 – Ingen mans kvinna
- 1954 – Seger i mörker
- 1955 – Vildfåglar
- 1956 – Där möllorna gå...
- 1957 – Synnöve Solbakken
- 1957 – Ingen morgondag
- 1961 – Briggen Tre Liljor
- 1963 – Nattvardsgästerna

## Teater

### Roller (ej komplett)
| År   | Roll                         | Produktion                                                          | Regi             | Teater                                   |
| ---- | ---------------------------- | ------------------------------------------------------------------- | ---------------- | ---------------------------------------- |
| 1928 | Bron Friedrich Polismästaren | Hoppla, vi lever! Ernst Toller                                      | Per Lindberg     | Dramaten                                 |
| 1928 | Richard                      | Diktatorn Jules Romains                                             | Per Lindberg     | Dramaten                                 |
| 1928 | James Shawn                  | Ryktbarhet Arnold Bennett                                           | Gustaf Linden    | Dramaten                                 |
| 1929 | Ligneray                     | Äventyret Gaston Arman de Caillavet och Robert de Flers             | Karl Hedberg     | Dramaten                                 |
| 1929 | Bo Swedenhielm               | Swedenhielms Hjalmar Bergman                                        | Gustaf Linden    | Dramaten                                 |
| 1929 | Brégaillon                   | Nyss utkommen! Édouard Bourdet                                      | Gustaf Linden    | Dramaten                                 |
| 1930 | Tamise                       | Topaze Marcel Pagnol                                                | Gustaf Linden    | Dramaten                                 |
| 1930 | Dick Berney                  | Ungkarlspappan Edward Childs Carpenter                              | Olof Molander    | Dramaten                                 |
| 1931 | Johannes Falken              | Thalias barn Tor Hedberg                                            | Gustaf Linden    | Dramaten                                 |
| 1931 | Plinius, finansminister      | Karusellen George Bernard Shaw                                      | Gustaf Linden    | Dramaten                                 |
| 1931 | Svisse Johansson             | Jag har varit en tjuv! Sigfrid Siwertz                              | Olof Molander    | Dramaten                                 |
| 1931 | En kusk                      | Pickwick-klubben František Langer efter Charles Dickens             | Olof Molander    | Dramaten                                 |
| 1932 | Dodson                       | Pickwick-klubben František Langer efter Charles Dickens             | Olof Molander    | Dramaten                                 |
| 1932 | Polischefen                  | Majestät Marika Stiernstedt                                         | Olof Molander    | Dramaten                                 |
| 1942 | Jonathan Brewster            | Arsenik och gamla spetsar Joseph Kesselring                         | Torsten Hammarén | Göteborgs stadsteater                    |
| 1943 | Jonathan Brewster            | Arsenik och gamla spetsar Joseph Kesselring                         | Torsten Hammarén | Oscarsteatern                            |
| 1947 | Magistern                    | Ett drömspel August Strindberg                                      | Olof Molander    | Göteborgs stadsteater, 13 september 1947 |
| 1947 | Juden Isak                   | Mig till skräck Ingmar Bergman                                      | Ingmar Bergman   | Göteborgs stadsteater                    |
| 1948 | Oskar Rydén                  | Dans på bryggan Björn-Erik Höijer                                   | Ingmar Bergman   | Göteborgs stadsteater                    |
| 1948 | Lorden                       | Så tuktas en argbigga (The Taming of the Shrew) William Shakespeare | Josef Halfen     | Fästningsspelen i Varberg                |
| 1948 | Macduff                      | Macbeth William Shakespeare                                         | Ingmar Bergman   | Göteborgs stadsteater                    |
| 1949 |                              | Brott och brott August Strindberg                                   | Knut Ström       | Göteborgs stadsteater, 22 januari 1949   |
| 1949 |                              | Det gamla spelet om Envar (Elckerlijc)                              | Josef Halfen     | Fästningsspelen i Varberg                |
| 1949 | Harry Brock                  | Född i går Garson Kanin                                             | Ernst Eklund     | Lisebergsteatern                         |
| 1950 | Septimo Mjau                 | Guds ord på landet Ramón del Valle-Inclán                           | Ingmar Bergman   | Göteborgs stadsteater                    |
| 1950 | Prosten Haderslev            | Kärlek Kaj Munk                                                     | Torsten Hammarén | Göteborgs stadsteater, 24 november 1950  |
| 1951 | Herrn                        | Oväder August Strindberg                                            | Knut Ström       | Göteborgs stadsteater, 2 januari 1951    |
| 1951 | Henry Ottwell                | Det kommer ett skepp Samson Raphaelson                              | Helge Wahlgren   | Göteborgs stadsteater, 24 november 1951  |
| 1953 | Klaudius, konung av Danmark  | Hamlet William Shakespeare                                          | Bengt Ekerot     | Göteborgs stadsteater, 9 september 1953  |
| 1953 | Lopachin                     | Körsbärsträdgården Anton Tjechov                                    | Knut Ström       | Göteborgs stadsteater, 25 november 1953  |
| 1956 | Petrus Kuräll                | Petrus Kuräll Olle Mattson                                          | Keve Hjelm       | Göteborgs stadsteater                    |
| 1957 |                              | Som ni behagar William Shakespeare                                  | Hans Dahlin      | Göteborgs stadsteater, 22 november 1957  |
| 1959 |                              | Major Barbara George Bernard Shaw                                   | Keve Hjelm       | Göteborgs stadsteater                    |
| 1959 | Major Pollock                | Vid skilda bord Terence Rattigan                                    | Åke Falck        | Göteborgs stadsteater                    |
| 1959 |                              | Ljuva ungdomstid Eugene O'Neill                                     | Sam Besekow      | Göteborgs stadsteater                    |
| 1961 |                              | Nattkyparen Vilhelm Moberg                                          | Staffan Aspelin  | Göteborgs stadsteater, 28 april 1961     |
| 1963 |                              | Atlashäxan George Bernard Shaw                                      | Mimi Pollak      | Göteborgs stadsteater, 1 mars 1963       |

## Radioteater

### Roller
| År   | Roll                    | Produktion                                                              | Regi           |
| ---- | ----------------------- | ----------------------------------------------------------------------- | -------------- |
| 1949 | Kenyon                  | Filip Collins äventyr: Detektiven Kenyons blandade känslor Frank Heller | Knut Ström     |
| 1955 | Karsten Bernick, konsul | Samhällets stöttepelare Henrik Ibsen                                    | Helge Wahlgren |